# Adresdichtheid
De adresdichtheid is de verhouding van het aantal huisadressen in een bepaald topografisch gebied en de oppervlakte van dat gebied. Meestal wordt de oppervlakte uitgedrukt in vierkante kilometer. De adresdichtheid kan dan omschreven worden als het aantal adressen per km².
Dit getal, gecombineerd met de bevolkingsdichtheid, geeft een indruk van de gemiddelde omvang van de huishoudens in het betreffende gebied. In 2008 waren er in Nederland gemiddeld 2,24 personen per huishouden.